# Machnów (gmina)
Machnów (do 1951 Uhnów) – dawna gmina wiejska istniejąca w latach 1951–1954 w woj. lubelskim. Siedzibą gminy był Machnów.
W 1920 roku jednostkowa gmina Machnów stała się jedną z gmin powiatu rawskiego w woj. lwowskim. 1 sierpnia 1934 roku jednostka weszła w skład nowo utworzonej zbiorowej gminy Wierzbica (w tymże powiecie i województwie), którą podczas wojny przeksztalcono w gminę Uhnów i przyłączono do powiatu tomaszowskiego w woj. lubelskim.
Gminę zbiorową Machnów utworzono dopiero 26 listopada 1951 roku w woj. lubelskim, w powiecie tomaszowskim, po przeniesieniu siedziby gminy Uhnów z Uhnowa do Machnowa i zmianie nazwy jednostki na gmina Machnów. Przyczyną tego manewru było odstąpienie Związkowi Radzieckiemu wschodniej części (ok. 1/3) gminy Uhnów – wraz z jej siedzibą Uhnowem – w ramach umowy o zamianie granic z 1951 roku. 1 lipca 1952 roku gmina Machnów składała się już tylko z 3 gromad: Kornie, Machnów i Myślatyn.
Gmina została ostatecznie zniesiona 29 września 1954 roku wraz z reformą wprowadzającą gromady w miejsce gmin. Machnów utworzył samodzielną gromadę Machnów, natomiast Myślatyn wszedł w skład gromady Dyniska a Kornie w skład gromady Hrebenne.
Jednostki nie przywrócono 1 stycznia 1973 roku po reaktywowaniu gmin.